# Istoria statului New York

New York a fost dominat de către triburile irocheze (mov) și triburile algonchiene (roz) indigeni ai Americii.

Istoria statului New York începe în jurul anilor 10.000 î.Hr., atunci când primi amerindieni s-au stabilit în acea regiune. Către 1100 d.Hr. s-au format principalele triburi din New York: irochezii și algonchienii.
Navigatorul Florentin Giovanni da Verrazzano, care naviga la însărcinarea regelui Francisc I, a fost primul european care a acostat în Golful New York. În anul 1524 Verrazzano a descoperit regiunea Manhattan, pe care băștinașii o numeau "Manahatta", dar si raul care ulterior a fost numit Hudson, in onoarea exploratorului Henry Hudson. 
În jurul anului 1620, compania Dutch West Indian a fondat aici colonia Nieuw Nederland, iar în 1626, ei l-au însărcinat pe Peter Minnewit, un german aflat în serviciul lor, sa întemeieze așezarea comerciala Nieuw Amsterdam în extremitatea sudica a insulei Manhattan.
Noi și noi așezări au apărut și s-au dezvoltat rapid în jurul acestui centru comercial, pana la mijlocul secolului al XVII-lea, apoi au devenit mici burguri cunoscute sub numele de Bronx, Brooklyn, Queens și Staten Island. 
În 1664, Peter Stuyvesant, guvernatorul de atunci al coloniei, a capitulat în fata englezilor, care au redenumit orașul New York, în cinstea ducelui de York. Cinci ani mai târziu, olandezii și-au recucerit colonia. În final însa, aceasta a intrat definitiv sub stăpânire britanica în 1674. Primele atestări scrise ale orașului New York datează din anul 1683.